# عازفة الكمان
بدم بارد (عازفة الكمان سابقاً) هو مسلسل جريمة وغموض وتشويق عربي سوري لم يُعرض بعد، من بطولة أمل عرفة ووائل شرف، تم تصويره في الإمارات بدءاً من عام 2021، من إنتاج شركة "بروكس برودكشن" للإنتاج الفني. وعرض في رمضان 2025 عبر قناة وطن نتوورك على اليوتيوب.

## القصة
يحكي المسلسل قصة "ناتالي" ( علياء سعد) التي يلتقي بها المهندس المعماري "كرم" (وائل شرف) على الكورنيش على البحر، ليكتشف لاحقاً أنها مقتولة منذ سنوات، فيدخل في دوامة متشابكة من حقائق غريبة وصراعات لا نهاية لها وحقائق غريبة.
ويقول أصحاب العمل من مجريات الأحداث رسالة مفادها أن المجتمعات التي ترفض التطور هي من تصنع قتلتها ومجرميها بيدها.

## الممثلون
ضم المسلسل عدداً من الممثلين السوريين والإماراتيين أبرزهم:
- أمل عرفة، بدور ديالا.
- وائل شرف، بدور كرم.
- مرح جبر بدور والدة كرم.
- ماهر صليبي بدون فاضل.
- حبيب غلوم.
- عبدالهادي الصباغ.
- مازن معضم.
- وائل أبو غزالة بدور شامخ.
- روعة ياسين.
- علياء سعيد بدور نتالي/سوسن.
- جمال العلي بدور أبو مهران.
- عبدالله القحطاني.
- منصور الفيلي.
- حمد الكبيسي.
- عبدالله الحريبي.